# Усадково
Усадково — деревня в Рузском районе Московской области России, входит в состав сельского поселения Дороховское. Население 31 человек на 2006 год. До 2006 года Усадково входило в состав Космодемьянского сельского округа.
Деревня расположена на юге района, в 25 километрах к юго-востоку от Рузы, на берегу безымянного притока реки Тарусса, высота центра над уровнем моря 195 м. У южной окраины деревни проходит автодорога А108 Московское большое кольцо.